# 女人吼貓

女人吼貓網路迷因

女人吼猫（英語：Woman Yelling at a Cat）是在全球流行的網路迷因，為一張合成圖。2019年5月一名網友將此圖片發布於推特，此後便廣為流傳。

## 被使用的圖片

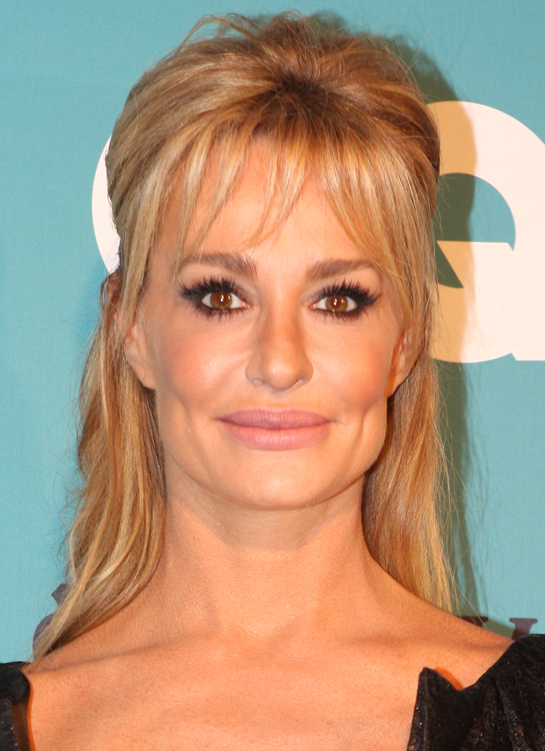
2012年的泰勒·阿姆斯壯，此迷因左方圖片取自她在《比佛利嬌妻》中的影像

女人吼猫由兩張原本毫無關聯的圖片組成。左边是《比佛利嬌妻》第二季第14集中女演员泰勒·阿姆斯壯激动大吼的镜头，凱爾·理查茲则在旁边试图制止其作出过激行为。右边则是一隻住在加拿大安大略省渥太华名为“斯瑪奇”（英語：Smudge）的白猫，看著面前的蔬菜露出反感的表情。牠的主人在2018年8月將圖片上傳至Tumblr並在下方標上“牠不喜欢蔬菜”的註解。主人米蘭達·斯蒂拉鮑爾（英語：Miranda Stillabower）在後來表示，斯瑪奇不喜歡客人佔據了家裡的椅子而讓牠沒有位子坐，那天有位客人暫時離開了座位，斯瑪奇便立刻坐上那張椅子，表情看似很厭惡前方的蔬菜。斯瑪奇較喜歡的食物是雞肉、魚肉和火雞。

## 流行
2019年5月1日，一名推特使用者@MISSINGEGIRL將兩張圖片合成後上傳，並配上「這些照片放在一起讓我嘴角失守（These photos together is making me lose it）」的文字，推文在三個月內獲得275000個讚並被轉發超過78000次。儘管推特上的使用者也上傳了許多改編，同年6月2日由PerpetualWinter在Reddit發布，用以諷刺紐約尼克隊球迷的版本反而使此迷因更廣泛流傳。
斯蒂拉鮑爾認為這張圖能夠靈活的被使用在各種情境是爆紅的原因：主題包括一些日常場景、關於單字發音的爭執等。有時其他迷因也會嵌入其中，或是圖裡的人物被替換 。
這張迷因也以不同的形式呈現，像是被製作成萬聖夜裝扮，甚至得到阿姆斯壯本人的回應。在爆紅的一年多後，美國科幻小說作家布魯斯·斯特林以不同時期的藝術風格重新詮釋該迷因。

## 影響
迷因的廣泛流傳使斯瑪奇成為網路紅人：出現一個專門販售有牠形象的馬克杯、T恤等周邊商品的網站、牠的Instagram帳號也有240萬人追蹤。主人斯蒂拉鮑爾將販賣周邊商品的獲利捐給貓咪救援的非營利組織Furry Tails，作為慈善用途。WWE摔角選手約翰·希南及NFL球員布魯斯·戴維斯都曾經穿上該募款T恤，饒舌歌手史努比狗狗也對此行為表示讚賞。
一些出版物稱女人吼貓是2019年及2010年代的最佳迷因之一；斯瑪奇在時代雜誌公布的「史上最流行網路貓咪」名單中名列前茅。女人吼貓在2020年5月3日舉辦的第12屆Shorty Awards中獲得「最佳迷因獎」，獎項頒給斯瑪奇與牠的主人。
有些報導以此迷因為例，描述嬌妻系列影集對流行文化的影響，並說明傳統媒體如何在網際網路上再次獲得回響。

## 外部連結
- 斯瑪奇的Instagram帳戶
- Know Your Meme上的女人吼貓 （页面存档备份，存于）